# كتلة المغلاق

رسم توضيحي لبعض كتل المغلاق للأسلحة النارية

كتلة المِغلاق أو كتلة المُؤَخِّرة هي جزء من عمل السلاح الناري الذي يغلق المؤخرة من سلاح التحميل المقعد (سواء كانت أسلحة صغيرة أو مدفعية ) قبل أو في لحظة إطلاق النار. إنه يغلق المؤخرة ويحتوي على الضغط الناتج عن الوقود المشتعل. يتيح سحب كتلة المؤخرة تحميل الحُجرة بخرطوشة.